# 1991 في بيرو
فيما يلي قوائم الأحداث التي وقعت خلال عام 1991 في بيرو.

## سياسة

### انتهاء فترة المنصب
- 26 يوليو – ماكسيمو سان رومان رئيس مجلس شيوخ بيرو ‏.

## رياضة
- 1 يناير – الدوري البيروفي لكرة القدم 1991 الفائز نادي سبورتينغ كريستال.

## مواليد

### يناير
- 18 يناير – هيكتور كروز لاعب كرة قدم بيروفي.

### فبراير
- 7 فبراير – جيانلوكا لابادولا لاعب كرة قدم إيطالي.

### مايو
- 1 مايو – الفريدو روخاس لاعب كرة قدم بيروفي.
- 2 مايو – جيان ماركو جامبيتا لاعب كرة قدم بيروفي.
- 8 مايو – سيزار ميدينا لاعب كرة قدم بيروفي.

### يونيو
- 6 يونيو – بيانكا بوتو لاعبة كرة مضرب بيروفية.
- 14 يونيو – أندريه كاريو لاعب كرة قدم بيروفي.

### يوليو
- 8 يوليو – إيميليو كوردوفا لاعب شطرنج بيروفي.

### أغسطس
- 13 أغسطس – ماريا لويزا دويغ مبارزة بالسيف بيروفية.

### سبتمبر
- 8 سبتمبر – جويس كوندي
- 20 سبتمبر – أليخاندرو هوبرغ لاعب كرة قدم أرجنتيني.
- 22 سبتمبر – كارلوس أولاسكواجا لاعب كرة قدم.
- 27 سبتمبر – كارلوس كاسيدا لاعب كرة قدم بيروفي.

### أكتوبر
- 15 أكتوبر – هانزل ريوخاس لاعب كرة قدم بيروفي.
- 18 أكتوبر – جيان بيير فوينتيس لاعب كرة قدم بيروفي.
- 20 أكتوبر – كارلا أورتيز لاعبة كرة طائرة بيروفية.
- 21 أكتوبر – خافيير ماكفرلين رياضي بيروفي.

### نوفمبر
- 23 نوفمبر – كريستيان كويفا لاعب كرة قدم بيروفي.

### ديسمبر
- 15 ديسمبر – إنجريد ألياجا فرنانديز

## وفيات

### يوليو
- 24 يوليو – فريدي براون (مواليد 1910) لاعب كركيت من المملكة المتحدة.

### سبتمبر
- 27 سبتمبر – روبرت روخاس (مواليد 1955) لاعب كرة قدم بيروفي.